# Penaincisalia carmela
Penaincisalia carmela is een vlinder uit de familie van de Lycaenidae. De wetenschappelijke naam van de soort is voor het eerst geldig gepubliceerd in 1990 door Johnson.